# Guilherme Henriques de Carvalho

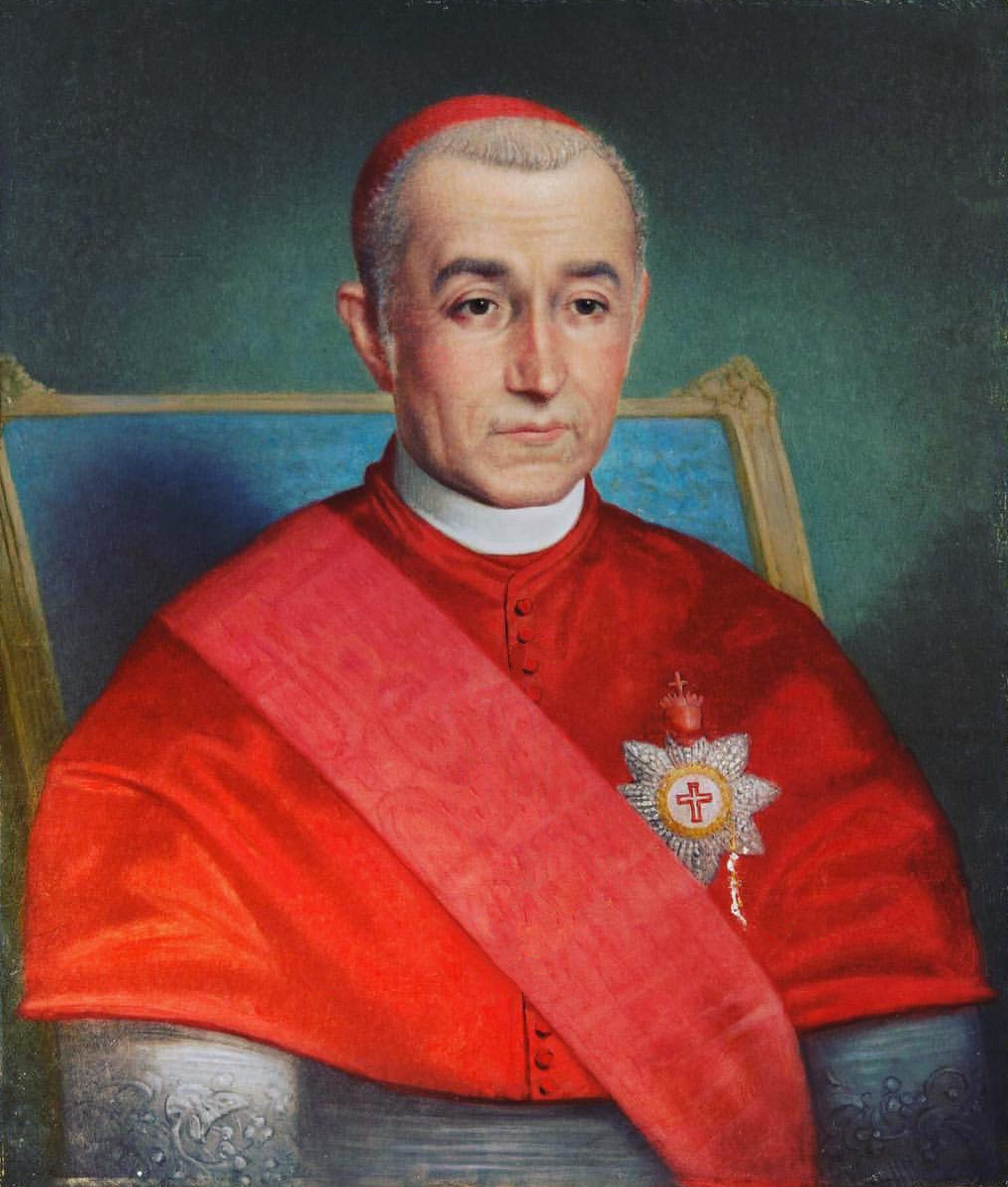
Guilherme Henriques de Carvalho, 9. Patriarch von Lissabon

Guilherme Henriques de Carvalho (* 1. Februar 1793 in Coimbra; † 15. November 1857 in Lissabon) war Patriarch von Lissabon und Kardinal der römisch-katholischen Kirche.

## Leben

Patriarchenwappen

Guilherme Henriques de Carvalho empfing am 5. Juni 1819 das Sakrament der Priesterweihe.
Am 16. Dezember 1842 wurde er zum Bischof von Leiria ernannt und am 3. April des darauffolgenden Jahres die Ernennung bestätigt. Die Bischofsweihe spendete ihm am 2. Juli 1843 der Patriarch von Lissabon und Kardinal, Francisco de São Luiz Saraiva. Nach dessen Tod wurde er am 12. Juni 1845 zum neuen Patriarch von Lissabon ernannt und am 24. November desselben Jahres bestätigt. Darüber hinaus war Guilherme Henriques de Carvalho zwischen 1846 und 1857 Apostolischer Administrator der damals noch getrennten Bistümer Castelo Branco und Portalegre.
Im Konsistorium vom 19. Januar 1846 nahm Papst Gregor XVI. den Patriarchen in das Kardinalskollegium auf. Beim Konklave zur Wahl des Nachfolgers des verstorbenen Papstes vom 14. bis 16. Juni desselben Jahres war er nicht anwesend. Die Titelkirche Santa Maria sopra Minerva wurde ihm am 30. November 1857 zugewiesen.